# 241-й отдельный зенитный артиллерийский дивизион
241-й отдельный зенитный артиллерийский дивизион - воинская часть вооружённых сил СССР в Великой Отечественной войне. Дивизион под одним и тем же номером имелся как в составе РККА, так и в составе войск ПВО страны.

## 241-й отдельный зенитный артиллерийский дивизион РККА
Сформирован в 1939 году. Принимал участие в Зимней войне. 10 апреля 1940 года включён в состав 50-го стрелкового корпуса 
В составе действующей армии во время Великой Отечественной войны с 24 июня 1941 года по 20 июня 1942 года.
На начало войны дислоцировался в районе Выборга, находясь в составе 50-го стрелкового корпуса и прикрывая от воздушных атак управление корпуса. Очевидно, вместе с управлением корпуса в конце июля 1941 года снят с позиций и убыл южнее. В течение 1941-1942 года действует по линии Карельского укрепрайона
20 июня 1942 года переименован в 108-й отдельный зенитный артиллерийский дивизион

## Подчинение
| Дата            | Фронт (округ)               | Армия      | Корпус                 | Дивизия | Бригада | Примечания |
| --------------- | --------------------------- | ---------- | ---------------------- | ------- | ------- | ---------- |
| 22.06.1941 года | Ленинградский военный округ | 23-я армия | 50-й стрелковый корпус | -       | -       | -          |
| 01.07.1941 года | Северный фронт              | 23-я армия | 50-й стрелковый корпус | -       | -       | -          |
| 10.07.1941 года | Северный фронт              | 23-я армия | 50-й стрелковый корпус | -       | -       | -          |
| 01.08.1941 года | Северный фронт              | 23-я армия | -                      | -       | -       | -          |
| 01.09.1941 года | Ленинградский фронт         | 23-я армия | -                      | -       | -       | -          |
| 01.10.1941 года | Ленинградский фронт         | 23-я армия | -                      | -       | -       | -          |
| 01.11.1941 года | Ленинградский фронт         | 23-я армия | -                      | -       | -       | -          |
| 01.12.1941 года | Ленинградский фронт         | 23-я армия | -                      | -       | -       | -          |
| 01.01.1942 года | Ленинградский фронт         | 23-я армия | -                      | -       | -       | -          |
| 01.02.1942 года | Ленинградский фронт         | 23-я армия | -                      | -       | -       | -          |
| 01.03.1942 года | Ленинградский фронт         | 23-я армия | -                      | -       | -       | -          |
| 01.04.1942 года | Ленинградский фронт         | 23-я армия | -                      | -       | -       | -          |
| 01.05.1942 года | Ленинградский фронт         | 23-я армия | -                      | -       | -       | -          |
| 01.06.1942 года | Ленинградский фронт         | 23-я армия | -                      | -       | -       | -          |

## 241-й отдельный зенитный артиллерийский дивизион ПВО
Сформирован, очевидно, в августе 1941 года в составе войск ПВО в Москве.
В составе действующей армии с 20 августа 1941 года по 4 февраля 1943 года.
По формировании занял позиции в районе Подольска и во время своего существования вёл воздушное прикрытие города, в частности моста через Пахру.
4 февраля 1943 года обращён на формирование 340-го зенитного артиллерийского полка

## Подчинение
| Дата            | Фронт (округ)            | Армия | Корпус                         | Дивизия | Бригада | Примечания |
| --------------- | ------------------------ | ----- | ------------------------------ | ------- | ------- | ---------- |
| 01.09.1941 года | Московский военный округ | -     | 1-й корпус ПВО                 | -       | -       | -          |
| 01.10.1941 года | Московский военный округ | -     | 1-й корпус ПВО                 | -       | -       | -          |
| 01.11.1941 года | Московский военный округ | -     | 1-й корпус ПВО                 | -       | -       | -          |
| 01.12.1941 года | Московский военный округ | -     | 1-й корпус ПВО                 | -       | -       | -          |
| 01.01.1942 года | Московский военный округ | -     | Московский корпусной район ПВО | -       | -       | -          |
| 01.02.1942 года | Московский военный округ | -     | Московский корпусной район ПВО | -       | -       | -          |
| 01.03.1942 года | Московский военный округ | -     | Московский корпусной район ПВО | -       | -       | -          |
| 01.04.1942 года | Московский военный округ | -     | Московский корпусной район ПВО | -       | -       | -          |
| 01.05.1942 года | Московский фронт ПВО     | -     | -                              | -       | -       | -          |
| 01.06.1942 года | Московский фронт ПВО     | -     | -                              | -       | -       | -          |
| 01.07.1942 года | Московский фронт ПВО     | -     | -                              | -       | -       | -          |
| 01.08.1942 года | Московский фронт ПВО     | -     | -                              | -       | -       | -          |
| 01.09.1942 года | Московский фронт ПВО     | -     | -                              | -       | -       | -          |
| 01.10.1942 года | Московский фронт ПВО     | -     | -                              | -       | -       | -          |
| 01.11.1942 года | Московский фронт ПВО     | -     | -                              | -       | -       | -          |
| 01.12.1942 года | Московский фронт ПВО     | -     | -                              | -       | -       | -          |
| 01.01.1943 года | Московский фронт ПВО     | -     | -                              | -       | -       | -          |
| 01.02.1943 года | Московский фронт ПВО     | -     | -                              | -       | -       | -          |